# Julius Siegmund (Württemberg-Juliusburg)
Julius Siegmund von Württemberg-Juliusburg (auch: Julius Sigismund; * 18. August 1653 in Oels; † 15. Oktober 1684 in Juliusburg) war Herzog von Württemberg-Juliusburg.

## Leben
Julius Siegmund war der vierte Sohn des Herzogs Sylvius Nimrod von Württemberg-Oels (1622–1664) aus dessen Ehe mit Elisabeth Marie von Oels (1625–1686).
Nach dem Tod seines Vaters 1664 führte zunächst die Mutter die Regentschaft über ihre vier Söhne im Herzogtum Oels. Die Prinzen gingen auf ihre Kavaliersreise unter anderem in die Niederlande, wobei der älteste Bruder Karl Ferdinand 1669 starb.
1672 übernahmen die älteren Brüder die Regierung und teilten das Land; Julius Siegmund erhielt dabei Medzibor und Trebnitz, sein ältester Bruder Sylvius Friedrich Oels und Christian Ulrich Bernstadt. Nach der von der Mutter veranlassten Teilung legte diese die Regentschaft 1673 nieder.
Julius Siegmund wählte das Dorf Dreske zu seiner Residenz. Hier wandelte er die bestehende Burg zu einem Barockschloss um. Der Ort nannte sich seit 1676 nach dem Herzog Juliusburg. Julius Siegmund war unter dem Namen „der Unverwelkte“ Mitglied der Fruchtbringenden Gesellschaft.

## Nachkommen
Julius Siegmund heiratete am 4. April 1677 in Grabow Anna Sophia (1647–1726), Tochter des Herzogs Adolf Friedrich I. von Mecklenburg-Schwerin, mit der er folgende Kinder hatte:
- Marie Sophie (1678–1681)
- Leopold Friedrich (1680–1681)
- Karl (1682–1745), Herzog von Württemberg-Bernstadt

⚭ 1703 Prinzessin Wilhelmine Luise von Sachsen-Meiningen (1686–1753)